# Likin
Likin, även stavat Lijin, (kinesiska: 厘金?, pinyin: líjīn) var en avgift i Kina på varutransporter inne i landet från ett distrikt till ett annat. Likin var ursprungligen en krigsskatt, avsedd att täcka kostnaderna för bekämpande av Taipingupproret och andra upprorsrörelser 1850-70, men övergick sedan till en permanent beskattningsform.
Denna skatteform var mycket besvärlig för handeln till följd av nödvändigheten att stanna och låta undersöka varorna vid de många uppbördsstationerna. För utländska varor kunde, enligt en mängd fördrag, dessa transitavgifter utbytas mot en enhetlig summa,
motsvarande halva importtullen, men då denna upptogs av centralregeringen och likin-avgifterna skulle tillfalla provinsregeringarna, blev dessa senare benägna att så vitt möjligt motsätta sig fördragsrättens tillämpning.
Likin-avgiftens storlek, växlande för olika varor och transportavstånd, bestämdes genom proklamation av provinsguvernören. Inkomsten av likin - med avdrag av de högst betydande kostnaderna för uppbörden -
uppgick 1901 till 16 miljoner tael i hela riket.
Likin överlevde Qingdynastins fall 1911 och avskaffades först av Republiken Kinas regering den 1 januari 1931.